# Pseudo-Plutarco
Pseudo-Plutarco é o nome utilizado para se referir ao autor (ou autores) de vários textos que foram anteriormente atribuídos a Plutarco (séculos I e II d.C.).
Os textos atribuídos a Pseudo-Plutarco são uma mistura de história e mitologia:
- Parallela Minora
- De fluviis

Os textos ainda são um mistério. Vários estudiosos, considerando a quantidade de formas bárbaras e estranhas usadas no texto, supuseram que este era uma obra da juventude de Plutarco.  S. Luria propôs, em 1929, que os textos eram uma paródia, no estilo da História Verdadeira, de Luciano. De acordo com Hercher, vários dos autores citados nos textos nunca existiram, o que caracterizaria os textos como paródia. J. Schlereth (1931) e Wilhem Schmid (1932), porém, propõem que as citações de autores, de outra forma desconhecidos, são autênticas.